# Sukuruć
Sukuruć este un sat din municipiul Podgorica, Muntenegru. 
Conform datelor de la recensământul din 2003, localitatea are 444 de locuitori (la recensământul din 1991 erau 779 de locuitori).

## Demografie
În satul Sukuruć locuiesc 320 de persoane adulte, iar vârsta medie a populației este de 33,8 de ani (32,8 la bărbați și 34,9 la femei). În localitate sunt 85 de gospodării, iar numărul mediu de membri în gospodărie este de 5,22.
|  |

| Demografie | Demografie | Demografie |
| An         | Locuitori  | Locuitori  |
| ---------- | ---------- | ---------- |
|            |            |            |
|            |            |            |
|            |            |            |
|            |            |            |
| 1948       | 260        |            |
| 1953       | 264        |            |
| 1961       | 302        |            |
| 1971       | 414        |            |
| 1981       | 544        |            |
| 1991       | 779        | 475        |
| 2003       | 853        | 444        |

| \| Componența etnică conform recensământului din 2003[2] \| Componența etnică conform recensământului din 2003[2] \| Componența etnică conform recensământului din 2003[2] \| Componența etnică conform recensământului din 2003[2] \| Componența etnică conform recensământului din 2003[2] \| \| ----------------------------------------------------- \| ----------------------------------------------------- \| ----------------------------------------------------- \| ----------------------------------------------------- \| ----------------------------------------------------- \| \| \| \| \| \| \| \| Albanezi \| Albanezi \| \| 440 \| 99,09% \| \| Muntenegreni \| Muntenegreni \| \| 4 \| 0,9% \| \| necunoscută \| necunoscută \| \| 0 \| 0% \| |              |  |     |        |
| Componența etnică conform recensământului din 2003 |              |  |     |        |
| |              |  |     |        |
| Albanezi | Albanezi     |  | 440 | 99,09% |
| Muntenegreni | Muntenegreni |  | 4   | 0,9%   |
| necunoscută | necunoscută  |  | 0   | 0%     |